# Inurois membranaria
Inurois membranaria är en fjärilsart som beskrevs av Hugo Theodor Christoph 1880. Inurois membranaria ingår i släktet Inurois och familjen mätare. Inga underarter finns listade i Catalogue of Life.